# Budynek Rządu Ukrainy
Budynek Rządu Ukrainy (ukr. Будинок Уряду України) – budynek w Kijowie stanowiący siedzibę rządu Ukrainy.

## Historia
Został wzniesiony w latach 1936-1938 według projektu architekta Iwana Fomina, przy współudziale Pawieła Abrosimowa. Początkowo miał pełnić funkcję siedziby Ludowego Komisariatu Spraw Wewnętrznych (NKWD), co znalazło odzwierciedlenie w jego wyglądzie zewnętrznym oraz wewnętrznym układzie przestrzennym – zaokrąglone korytarze i liczne kąty miały ułatwiać obronę budynku.
Po zmianie planów budowy centrum rządowego zrezygnowano z lokalizacji w Górnym Mieście. Niedawno ukończony gmach NKWD przekazano na potrzeby Rady Ministrów, a naprzeciwko wzniesiono gmach Rady Najwyższej. Budynek Komitetu Centralnego Komunistycznej Partii Ukrainy ulokowano w zaadaptowanych obiektach dawnego sztabu Okręgu Wojskowego Kijów. Wszystkie te instytucje zostały przeniesione do dzielnicy rządowej – Lipki – tworząc spójny kompleks administracyjny.

## Architektura
Centralna część budynku ma 10 kondygnacji, skrzydła boczne – odpowiednio 7 i 8. Niższe partie fasady oblicowano dużymi, nieobrobionymi blokami labradorytu, natomiast cokoły, opaski i portale – polerowanym granitem. Główna, półkolista fasada zwrócona jest w stronę ulicy Hruszewskiego i podzielona równomiernie kolumnami w stylu korynckim. Kapitele i bazy kolumn, o wysokości 2,5 metra, odlano z żeliwa. Również w 1947 wykonano ozdobne żeliwne flagmaszty oraz ażurowe bramy.
Budynek o powierzchni 235 000 m² jest największym obiektem administracyjnym w Kijowie. Mimo że pierwotnie przeznaczony był dla NKWD, przez cały okres swojego istnienia pełnił funkcję siedziby władz wykonawczych Ukrainy. Według niektórych źródeł, pod wspólnym dziedzińcem kompleksu, tworzonego przez Budynek Rządu, Narodowego Bank Ukrainy i Klub Gabinetu Ministrów, znajduje się dawny bunkier sztabu obrony przeciwlotniczej. Istnieją również niepotwierdzone informacje o podziemnych korytarzach łączących kompleks z budynkami Rady Najwyższej i obecnego Sekretariatu Prezydenta Ukrainy (dawniej siedziba KC KPU).